# スーパーマン: レッド・サン
『スーパーマン: レッド・サン』（Superman: Red Son）は、2003年4月よりDCコミックスの『エルスワールド』インプリントで発行された、全3号のコミックのリミテッド・シリーズである。原作はマーク・ミラーであり、「もしもスーパーマンがソ連に降りていたら?」という前提の内容である。批評家からは高い評価を受け、2004年のアイズナー賞ではリミテッド・シリーズ部門にノミネートされた。

## DCユニバースとのつながり
『エルスワールド』作品ではあるが、キャラクターとその世界は大きなDCコミックスの流れの一部である。DCの編集者によると、『レッド・サン』の世界は新たな『52』以降の地球の一部である。

## コレクテッド・エディション
トレード・ペーパーバック
- Superman: Red Son (160ページ、DCコミックス、2004年2月、ISBN 1-4012-0191-1[2]、Titan Books、2004年3月、ISBN 1-84023-801-1)

ハードカバー・デラックス・エディション
- Superman: Red Son (168ページ、DCコミックス、2009年11月、ISBN 1-4012-2425-3[3]、Titan Books、2009年12月、ISBN 1-84856-431-7)

日本語版
- 『スーパーマン: レッド・サン』（164ページ、小学館集英社プロダクション、2012年8月29日、ISBN 978-4796871273）

## 関連商品

### アクションフィギュア
本シリーズをベースとしたアクションフィギュアが発売されている。キャラクターはスーパーマン、ワンダーウーマン、バットマン、グリーンランタン、ビザロである。

## モーション・コミックス
DC/ワーナーは2009年7月よりiTunesでモーション・コミックス・シリーズを毎週リリースした。

### 声の出演
- デイヴィッド・ロッジ - スーパーマン（カル・エル）、ビザロ
- ジム・メスキメン（英語版） - レックス・ルーサー、ジョー・エル、グリーンランタン（ガイ・ガードナー）、ヨシフ・スターリン、ペリー・ホワイト
- シンディ・ロビンソン（英語版） - ロイス・レイン、ブレニアック
- カーク・ソーントン - ジミー・オルセン、グリーンランタン（ハル・ジョーダン）、ピョートル
- ウェンディー・リー - ワンダーウーマン（ダイアナ）、ヒポリタ、ララ・エル、ラナ・ラザレンコ